# Marcia del Palio
La Marcia del Palio (comunemente chiamata anche Squilli la fe') è un antico inno che accompagna il corteo storico che precede il Palio di Siena.
Tra una sosta e l'altra, infatti, mentre le Comparse sfilano al rullo del "passo della Diana"; i musici di Palazzo suonano la marcia del Palio mentre i trombetti del Comune eseguono gli squilli della festa sulle chiarine d'argento.

## Storia
La Marcia del Palio fu composta dal Maestro Pietro Formichi intorno al 1880 per la banda municipale della città di Siena, che allora dirigeva congiuntamente alla scuola di musica annessa. Da un punto di vista musicale si tratta di una composizione in 2/4 per fanfara, ovvero per formazioni bandistiche dotate esclusivamente di ottoni, creata originariamente priva di un accompagnamento cantato. Il testo, scritto dal poeta Idilio dell'Era e modificato dal Monsignore Bruno Ancilli, venne infatti aggiunto solo successivamente.
La Marcia fu eseguita per la prima volta nel corteo storico del 2 luglio 1885 ed ancor oggi è suonata in Piazza del Campo e nelle vie cittadine, durante il passaggio del corteo dalla Prefettura al Casato, dalla Fanfara di Palazzo, che sfila all’inizio della passeggiata storica, dietro ai Mazzieri ed al vessillifero della Balzana, ed è composta da 12 tamburini, 18 chiarine e 30 musici con ottoni vari.
Gli squilli dei trombetti di palazzo per il Carroccio, invece, risalgono al 1904 e sono opera di Salvatore Giaretta.
Negli anni la Marcia del Palio ha raggiunto un tale livello di apprezzamento da parte della cittadinanza senese da essere diventato ormai un inno della città, cantato abitualmente anche al di fuori del Palio di Siena, in occasione di competizioni sportive delle squadre locali di calcio e di basket, insieme al Canto della Verbena.

## Testo
I versi della Marcia del Palio scritti da Idilio dell'Era e rivisti da Bruno Ancilli.

Squilli la fe'!
S'armi e vinca l'onore
di te, dolce fiore,
Siena gentil!

Mille vessilli scintillano al sol,
sventola il bianco col nero color,
passano i duci dagli alti cimier!
Ecco di Siena si desta il valor.

Ridono le bianche trifore
del maggior palazzo antico.
Fremono, snelli, i barberi
nell'entrone senese avito.

Ecco il segnal!
Già la gran pista è aperta:
i barberi in gruppo,
al canape van.

Fuggono veloci nella polvere,
arde in ognun la gloria!
Freme e grida il popolo agitandosi!
Ecco il segnal: vittoria!

Siena dal dolce idioma
e dall'amato ostello:
Siena, tu sei di Roma
specchio gentile e bello.